# Nathan Phillips
Nathan Phillips (Sunbury (Victoria), 13 maart 1980) is een Australisch acteur en filmproducent. 

## Carrière
Phillips begon in 1999 met acteren in de Australische soapserie Neighbours, hierna speelde hij nog meerdere rollen in zowel Australische als Amerikaanse televisieseries en films. Hij maakte in 2006 zijn Amerikaans debuut met de film Snakes on a Plane, waar hij samen met Samuel L. Jackson speelde. 

## Filmografie

### Films
Uitgezonderd korte films.
- 2024 13th Summer - als Ben Trainor
- 2024 Kid Snow - als Billy
- 2023 Kane - als Frankie
- 2021 Shookum Hills - als Cain
- 2019 3 Day Weekend - als Schnappsie
- 2019 Blood Vessel - als Sinclair
- 2019 Tuscaloosa - als deputy
- 2014 The Amateur - als Jimmy
- 2013 These Final Hours - als James
- 2012 Outlaw Country - als ??
- 2012 Chernobyl Diaries - als Michael
- 2012 Satellite of Love - als Samuel
- 2010 Summer Coda - als Joey
- 2010 Quit - als Benji
- 2009 Balibo - als Malcolm Rennie
- 2008 Surfer, Dude - als Baker Smith
- 2008 Dying Breed - als Jack
- 2007 Redline - als Carlo
- 2007 West - als Jerry
- 2006 Snakes on a Plane - als Sean Jones
- 2005 You and Your Stupid Mate - als Philip
- 2005 Wolf Creek - als Ben Mitchell
- 2004 Under the Radar - als Brandon
- 2004 One Perfect Day - als Trig
- 2003 Take Away - als Dave
- 2003 In the Realm of the Hackers - als Phoenix
- 2002 Warriors of Virtue: The Return to Tao - als Ryan Jeffers
- 2002 Australian Rules - als Gary 'Blacky' Black
- 2001 Child Star: The Shirley Temple Story - als Hugh

### Televisieseries
Uitgezonderd eenmalige gastrollen.
- 2020 Halifax: Retribution - als Jack McCarthy - 2 afl.
- 2016 Hunters - als Flynn - 13 afl.
- 2014 The Bridge - als Jack Dobbs - 7 afl.
- 2013 Tiny Commando - als CJ - 2 afl.
- 2001-2002 The Saddle Club - als Red O'Malley - 25 afl.
- 2002 Something in the Air - als Angus Moore - 12 afl.
- 2000 Eugenie Sandler P.I. - als Leo - 2 afl.
- 1999 Neighbours - als John 'Teabag' Teasdale - 13 afl.

### Filmproducent
- 2019 Blood Vessel - film
- 2005 The Opposite of Velocity - korte film

- Biblioteca Nacional de España: XX4785906
- Bibliothèque nationale de France: cb15548596q (data)
- Gemeinsame Normdatei: 1068185961
- International Standard Name Identifier: 0000 0001 1753 0372
- Library of Congress Control Number: n2008019518
- Nederlandse Thesaurus van Auteursnamen: 391022415
- Virtual International Authority File: 26532053
- WorldCat: E39PCjrhcH8JyW6667bCYf4H4q